# قائمة القطع النقدية للفرنك السويسري

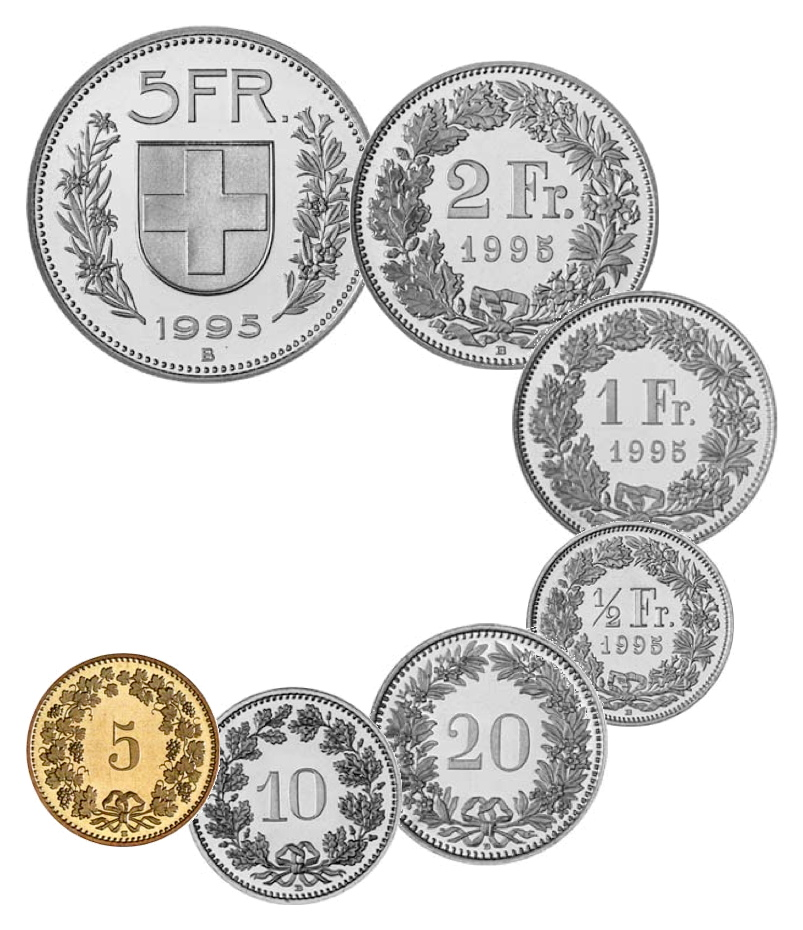
القطع النقدية للفرنك السويسري المتداولة

تستعمل القطع النقدية للاتحاد السويسري وأخذت طابعها القانوي منذ عام 1850، وفي ليختنشتاين منذ عام 1924.
بسبب الاستقرار السياسي والنقدي للاتحاد السويسري، لم تطرأعلى قطع الفرنك السويسري تغييرات كبيرة منذ عرضه، بصرف النظر عن التغيرات في المعادن المستعملة بسبب النقص الناجم في السبائك بين الحربين العالميتين، وكذلك ارتفاع أسعار المعادن المستخدمة فيها.
هذه العملات لها خصوصية كونها محايدة من وجهة نظر من اللغات الوطنية السويسرية الأربع. جميع النصوص في اللغة اللاتينية، و.Fr اختصار لكلمة « Franc » باللغتين الفرنسية والرومانشية، « Franken » بالألمانية و« Franco » بالإيطالية.ورمز القطع CHF في أيزو 4217، وتشير CH إلى « Confœderatio Helvetica » بالاتينية وF أول حرف في كلمة Franc.
حاليا، يتم تصنيع جميع القطع من قبل دار السك السويسرية في برن. وتصنع القطع غير المسكوكة بالاستعانة بمصادر خارجية منذ عام 1968. وتقرر كمية القطع المراد سكها من قبل وزارة المالية الاتحادية بالاتفاق مع البنك الوطني السويسري.
وتتداول أوراق نقدية في الفرنك السويسري.

## تاريخ

### قبل الدولة الاتحادية

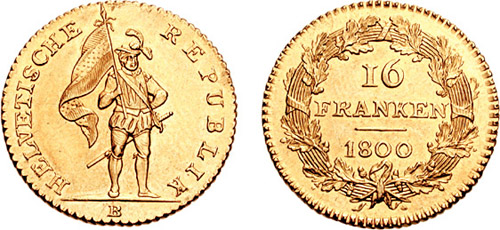
قطعة ذات 16 فرنكا، الجمهورية الهلفيتيكية، 1800.

قبل قيام الدولة الاتحادية في عام 1848، وخلال الجمهورية الهلفيتيكية (1798-1803)، كان لدى الكانتونات وبعض الأسقفيات حق سك النقد. وشكلت العملات الأجنبية أكثر من 80٪ من الأموال المتداولة. ويقدر عدد الأنواع امختلفة من العملات المستخدمة في سويسرا 860، مما أدى إلى تعقيد التجارة بين الكانتونات وبين الدول.

### السنوات الأولى للفرنك السويسري
صدولا الفرنك السويسري قد يكون في 7 مايو 1850، تاريخ صدور القانون الاتحادي الذي يحدد تفاصيل سك العملة. لأسباب عملية وبعد الكثير من النقاش، تم تعيينها بالتعادل مع الفرنك الفرنسي. وكان سعر الصرف الرسمي مع قطع الكانتونات يساوي 7 باتز.
تم سك القطع النقدية الأولى في باريس وبروكسل وستراسبورغ.
ولم تكن القطع المضروبة بين 1850 و1851 كافية لتغطية الاحتياجات المالية آنذاك، سمح المجلس الاتحادي في عام 1852 باستعمال العملات الفرنسية والبلجيكية والدول الإيطالية. صدرت القطع النقدية الأولى التي أنتجها ورشة السك في برن بتاريخ 1857.
بين 1856 و1864، زادت القيمة النسبية من الفضة والذهب إلى حد كبير نتيجة لاكتشاف احتياطات ذهب جديدة، وضربت سويسرا واحد واثنين فرنك من الفضة التي عبرت من 900 ‰ إلى 800 ‰، ولم تصِغ قطعا من فئة ½ الفرنك.
التعادل مع الفرنك الفرنسي سمح لسويسرا بالانضمام إلى الاتحاد النقدي اللاتيني عام 1865، والذي أجاز استخدام العملات الذهبية والفضية كعملة قانونية في سويسرا، فرنسا، إيطاليا وبلجيكا واليونان في عام 1868، أي في كل هذه البلدان. العملة في الاتحاد اقتصر على ستة فرنك للفرد الواحد. تم تنسيق أسعار المال في هذه البلدان بـ 835 ‰، باستثناء القطع من فئة خمس فرنكات التي بقيت عند 900 ‰.
لم تنتج أي عملة فضية سويسرية بين 1863 و1873، كمية النقود الفضية أخرى، معظمها أجنبية، كانت كافية للاستخدام الحالي. كل شيء تغير مع الحرب الفرنسية البروسية عام 1870 التي سببت نقصا حادا في السيولة النقدية. بدأ سك القطع النقدية السويسرية المطابقة لمعايير الاتحاد في عام 1874. وخلال هذه الفترة الانتقالية، قُبل الدولار الأمريكي وعملات أخرى كوسيلة للدفع لبعض الوقت.
وكانت القيم الجوهرية للعملات ذهبية قريبة جدا إلى قيمها الاسمية فإن سكها مكلف. استفادت سويسرا من هذا الوضع من خلال عرض القطع الفضية فقط في السوق، مع الاستفادة من العملات الذهبية الأجنبية. لم يكن ذلك حتى 1883، بناء على طلب من فرنسا، سكت العملات الذهبية الأولى في سويسرا.
القطع المنتجة في عام 1896، وبصرف النظر عن القطع من فئة عشرين سنتا وعشرين فرنكا، لم تكن إلاّ بعض الأمثلة لعرضها خلال المعرض الوطني السويسري في جنيف في 1896 ولم تتداول أبدا. هذه القطع النقدية نادرة للغاية.
تسببت الحرب العالمية الأولى في نهاية تدريجية للاتحاد النقدي اللاتيني في 1 يناير 1927، سمح للفرنك السويسري فقط للتداول في سويسرا.

### تطور القطع النقدية بالاتحاد السويسري
تتميز القطع النقدية السويسرية في المقام الأول بامتدادها التاريخي. تم الحفاظ عليها خلال الصراعات، والاتحاد السويسري لم يشهد اضطرابات سياسية كبيرة في تاريخه.
باستثناء قطعة خمسة فرنك، كل الأوجه السفلية حاليا تشير إلى 1850 تاريخ سكها، وعدل الوجه العلوي في آخر مرة، حسب ما طبع، بين 1874 و1881.
تسببت الحربان العالميتان في نقص معادن إستراتيجية، مما دفع للتخلي المؤقت على بعض السبائك. وهكذا، في 1918 و1919، عوض المعدن المستعمل في خمسة وعشرة سنتات بمزيج من النحاس والزنك، وبين عامي 1942 و1946، سك واحد واثنين سنت من الزنك.
تم سحب العملات الذهبية من التداول الفعلي بتاريخ 26 سبتمبر 1936، عند خفض قيمة الفرنك السويسري. قيمة المعدن كانت أعلى من القيمة الاسمية.
وكان للتضخم وارتفاع أسعار المعادن تأثير على سبائك. تم سحب واحد واثنين سنت من التداول على التوالي في 2007 و1978، واستخدامتهما في الحسابات الجارية أصبحت هامشية. بدأت القطع الفضية تختفي من التداول في عام 1967، ويرجع ذلك إلى الزيادة الحادة في أسعار هذا المعدن: أصبح صهر القطع وبيعها كمعدن أكثر ربحية. ومنذ 1968، سكت بخليط من النحاس والنيكل، ومع ذلك فإن تم سك القطع من فئة خمسة فرنكات من الفضة في 1969.

## القطع المتدولة
تتكون العملة السويسرية المتداولة حاليا من سبعة قطع، قطعة ½ الفرنك، ولأسباب تاريخية، أصغر من عملة عشرين سنتا.
| \| خمسة فرنكات \| | \| خمسة فرنكات \|                                                               | \| خمسة فرنكات \|                                                                           | \| خمسة فرنكات \|                                                                           | \| خمسة فرنكات \| |
| --- | ------------------------------------------------------------------------------- | ------------------------------------------------------------------------------------------- | ------------------------------------------------------------------------------------------- | ----------------- |
| قطع خمسة فرنكات لعام 1995 |                                                                                 |                                                                                             |                                                                                             |                   |
| الوجه : راعي، مع نقش « CONFOEDERATIO HELVETICA » أي الاتحاد السويسري باللاتينية                                                                   | الوجه : راعي، مع نقش « CONFOEDERATIO HELVETICA » أي الاتحاد السويسري باللاتينية | العكس : القيمة مع درع سويسري مع إديلويس والزهور المختلفة في جبال الألب، وسنة الإصدار أدناها | العكس : القيمة مع درع سويسري مع إديلويس والزهور المختلفة في جبال الألب، وسنة الإصدار أدناها |                   |
| الكتلة 13,2 غ | المعدن (75 % نحاس – 25 % نيكل )                                                 | القطر 31,45 مم                                                                              | السُمك 2,35 مم                                                                               |                   |
| المصمم(ون) بول بوركهارد | المصمم(ون) بول بوركهارد                                                         | الحواف                                                                                      | الحواف                                                                                      |                   |
| الطرازات 1968, 1970 – 1984 ; 1994 |                                                                                 |                                                                                             |                                                                                             |                   |
| |                                                                                 |                                                                                             |                                                                                             |                   |
| ملاحظات – الشخص يمثل راع، وليس وليام تيل · . القطع النقدية المسكوكة 1985-1993، مع حواف غير متماثلة. منذ عام 1982، سك كلا الجانبين في نفس الاتجاه. |                                                                                 |                                                                                             |                                                                                             |                   |
| خمسة فرنكات |                                                                                 |                                                                                             |                                                                                             |                   |

| \| فرنكان \| | \| فرنكان \|                                                            | \| فرنكان \|                                                                                          | \| فرنكان \|                                                                                          | \| فرنكان \| |
| --- | ----------------------------------------------------------------------- | --- | --- | ------------ |
| قطع من فرنكين لعام 1995 |                                                                         | | |              |
| الوجه : تجسيد لهلفيتيا واقفة ممسكة برمح ودرع، مع كلمة "HELVETIA" أدناها                                                                    | الوجه : تجسيد لهلفيتيا واقفة ممسكة برمح ودرع، مع كلمة "HELVETIA" أدناها | العكس : القيمة وتاريخ الإصدار في وسط إكليل زهور السنديان على اليسار ومختلف زهور جبال الألب على اليمين | العكس : القيمة وتاريخ الإصدار في وسط إكليل زهور السنديان على اليسار ومختلف زهور جبال الألب على اليمين |              |
| الكتلة 8,8 غ | المعدن (75 % نحاس – 25 % نيكل )                                         | القطر 27,4 مم                                                                                         | السُمك 2,15 مم                                                                                         |              |
| المصمم(ون) وولش، أنطوان بوفي | المصمم(ون) وولش، أنطوان بوفي                                            | الحواف                                                                                                | الحواف                                                                                                |              |
| الطرازات 1968 – اليوم |                                                                         | | |              |
| |                                                                         | | |              |
| ملاحظات – منذ عام 1982، سك كلا الجانبان في نفس الاتجاه. هناك 23 النجوم بدلا من 22 في الوجه العلوي في عام 1983، في أعقاب إنشاء كانتون جورا. |                                                                         | | |              |
| فرنكان |                                                                         | | |              |

| \| فرنك \| | \| فرنك \|                                                              | \| فرنك \|                                                                                            | \| فرنك \|                                                                                            | \| فرنك \| |
| --- | ----------------------------------------------------------------------- | --- | --- | ---------- |
| قطع لفرنك لعام 1995 |                                                                         | | |            |
| الوجه : تجسيد لهلفيتيا واقفة ممسكة برمح ودرع، مع كلمة "HELVETIA" أدناها                                                                    | الوجه : تجسيد لهلفيتيا واقفة ممسكة برمح ودرع، مع كلمة "HELVETIA" أدناها | العكس : القيمة وتاريخ الإصدار في وسط إكليل زهور السنديان على اليسار ومختلف زهور جبال الألب على اليمين | العكس : القيمة وتاريخ الإصدار في وسط إكليل زهور السنديان على اليسار ومختلف زهور جبال الألب على اليمين |            |
| الكتلة 4,4 غ | المعدن (75 % نحاس – 25 % نيكل )                                         | القطر 23,2 مم                                                                                         | السُمك 1,55 مم                                                                                         |            |
| المصمم(ون) وولش، أنطوان بوفي | المصمم(ون) وولش، أنطوان بوفي                                            | الحواف                                                                                                | الحواف                                                                                                |            |
| الطرازات 1968 – اليوم |                                                                         | | |            |
| |                                                                         | | |            |
| ملاحظات – منذ عام 1982، سك كلا الجانبان في نفس الاتجاه. هناك 23 النجوم بدلا من 22 في الوجه العلوي في عام 1983، في أعقاب إنشاء كانتون جورا. |                                                                         | | |            |
| فرنك |                                                                         | | |            |

| \| ½ فرنك \| | \| ½ فرنك \|                                                            | \| ½ فرنك \|                                                                                          | \| ½ فرنك \|                                                                                          | \| ½ فرنك \| |
| --- | ----------------------------------------------------------------------- | --- | --- | ------------ |
| قطعة من فئة نصف فرنك لعام 1995 |                                                                         | | |              |
| الوجه : تجسيد لهلفيتيا واقفة ممسكة برمح ودرع، مع كلمة "HELVETIA" أدناها                                                                    | الوجه : تجسيد لهلفيتيا واقفة ممسكة برمح ودرع، مع كلمة "HELVETIA" أدناها | العكس : القيمة وتاريخ الإصدار في وسط إكليل زهور السنديان على اليسار ومختلف زهور جبال الألب على اليمين | العكس : القيمة وتاريخ الإصدار في وسط إكليل زهور السنديان على اليسار ومختلف زهور جبال الألب على اليمين |              |
| الكتلة 2,2 غ | المعدن (75 % نحاس – 25 % نيكل )                                         | القطر 18,2 مم                                                                                         | السُمك 1,25 مم                                                                                         |              |
| المصمم(ون) وولش، أنطوان بوفي | المصمم(ون) وولش، أنطوان بوفي                                            | الحواف                                                                                                | الحواف                                                                                                |              |
| الطرازات 1968 – اليوم |                                                                         | | |              |
| |                                                                         | | |              |
| ملاحظات – منذ عام 1982، سك كلا الجانبان في نفس الاتجاه. هناك 23 النجوم بدلا من 22 في الوجه العلوي في عام 1983، في أعقاب إنشاء كانتون جورا. |                                                                         | | |              |
| ½ فرنك |                                                                         | | |              |

| \| عشرون سنتا \|                                                                 | \| عشرون سنتا \|                                                                 | \| عشرون سنتا \|                               | \| عشرون سنتا \|                               | \| عشرون سنتا \| |
| -------------------------------------------------------------------------------- | -------------------------------------------------------------------------------- | ---------------------------------------------- | ---------------------------------------------- | ---------------- |
| قطعة من فئة عشرين سنتا لعام 1995                                                 |                                                                                  |                                                |                                                |                  |
| الوجه : تمثال نصفي استعاري للحرية (Libertas)، مع نقش « CONFOEDERATIO HELVETICA » | الوجه : تمثال نصفي استعاري للحرية (Libertas)، مع نقش « CONFOEDERATIO HELVETICA » | العكس : القيمة محاطة بإكليل من زهور جبال الألب | العكس : القيمة محاطة بإكليل من زهور جبال الألب |                  |
| الكتلة 4 غ                                                                       | المعدن (75 % نحاس – 25 % نيكل )                                                  | القطر 21,05 مم                                 | السُمك 1,65 مم                                  |                  |
| المصمم(ون) كارل شوينزر كارل فريدريش فويت                                         | المصمم(ون) كارل شوينزر كارل فريدريش فويت                                         | الحواف ملساء                                   | الحواف ملساء                                   |                  |
| الطرازات 1939 – اليوم                                                            |                                                                                  |                                                |                                                |                  |
| عشرون سنتا                                                                       |                                                                                  |                                                |                                                |                  |

| \| عشر سنتات \|                                                                  | \| عشر سنتات \|                                                                  | \| عشر سنتات \|                              | \| عشر سنتات \|                              | \| عشر سنتات \| |
| -------------------------------------------------------------------------------- | -------------------------------------------------------------------------------- | -------------------------------------------- | -------------------------------------------- | --------------- |
| قطعة من فئة عشر سنتات لعام 1995                                                  |                                                                                  |                                              |                                              |                 |
| الوجه : تمثال نصفي استعاري للحرية (Libertas)، مع نقش « CONFOEDERATIO HELVETICA » | الوجه : تمثال نصفي استعاري للحرية (Libertas)، مع نقش « CONFOEDERATIO HELVETICA » | العكس : القيمة محاطة بإكليل من زهور السنديان | العكس : القيمة محاطة بإكليل من زهور السنديان |                 |
| الكتلة 3 g                                                                       | المعدن (75 % نحاس – 25 % نيكل )                                                  | القطر 19,15 مم                               | السُمك 1,45 مم                                |                 |
| المصمم(ون) كارل شوينزر كارل فريدريش فويت                                         | المصمم(ون) كارل شوينزر كارل فريدريش فويت                                         | الحواف ملساء                                 | الحواف ملساء                                 |                 |
| الطرازات 1879 – 1915, 1919 – 1931, 1940 – اليوم                                  |                                                                                  |                                              |                                              |                 |
| عشر سنتات                                                                        |                                                                                  |                                              |                                              |                 |

| \| خمسة سنتات \|                                                                 | \| خمسة سنتات \|                                                                 | \| خمسة سنتات \|                           | \| خمسة سنتات \|                           | \| خمسة سنتات \| |
| -------------------------------------------------------------------------------- | -------------------------------------------------------------------------------- | ------------------------------------------ | ------------------------------------------ | ---------------- |
| قطعة من فئة خمسة سنتات لعام 1995                                                 |                                                                                  |                                            |                                            |                  |
| الوجه : تمثال نصفي استعاري للحرية (Libertas)، مع نقش « CONFOEDERATIO HELVETICA » | الوجه : تمثال نصفي استعاري للحرية (Libertas)، مع نقش « CONFOEDERATIO HELVETICA » | العكس : القيمة محاطة بإكليل من أوراق العنب | العكس : القيمة محاطة بإكليل من أوراق العنب |                  |
| الكتلة 1,8 غ                                                                     | المعدن (92 % نحاس – 6 % ألمنيوم – 2 % نيكل)                                      | القطر 17,15 مم                             | السُمك 1,25 مم                              |                  |
| المصمم(ون) كارل شوينزر وكارل فريدريش فويت                                        | المصمم(ون) كارل شوينزر وكارل فريدريش فويت                                        | الحواف ملساء                               | الحواف ملساء                               |                  |
| الطرازات 1981 – اليوم                                                            |                                                                                  |                                            |                                            |                  |
| خمسة سنتات                                                                       |                                                                                  |                                            |                                            |                  |

## القطع التي سحبت من التداول

### القطع الذهبية
القيم الاسمية للقطع الذهبية هي 10، 20 أو 100 فرنك.
بداية من 1897، غالبا ما تلقب قطع العشرين فرنكا بـ « Vreneli » أو « فرينيلي »، وهذا المصطلح يستعمل لتلك القطع فقط. ويطلق على قطعة العشر فرنكات « Demi-Vreneli » أو « نصف فرينيلي ». وتلقب كذلك قطع العشرين فرنكا، السويسرية والأجنبية، بـ « Marengos » في المناطق الناطقة بالإيطالية.
| \| 100 فرنك \|                   | \| 100 فرنك \|                | \| 100 فرنك \|                                                        | \| 100 فرنك \|                                                        | \| 100 فرنك \| |
| -------------------------------- | ----------------------------- | --------------------------------------------------------------------- | --------------------------------------------------------------------- | -------------- |
| قطعة من فة عشرين فرنكا لعام 1925 |                               |                                                                       |                                                                       |                |
| الوجه : Vreneli                  | الوجه : Vreneli               | العكس : صليب سويسري مشع فوق فرع وردية رودودندرون وكوشاد               | العكس : صليب سويسري مشع فوق فرع وردية رودودندرون وكوشاد               |                |
| الكتلة 32,258 غ                  | المعدن (90 % ذهب – 10 % نحاس) | القطر 35 مم                                                           | السُمك 2,2 مم                                                          |                |
| المصمم(ون) فريتز لاندري          | المصمم(ون) فريتز لاندري       | الحواف « DOMINUS PROVIDEBIT » (يبارك فيها الرب باللاتينية) مع 13 نجمة | الحواف « DOMINUS PROVIDEBIT » (يبارك فيها الرب باللاتينية) مع 13 نجمة |                |
| الطرازات 1925                    | الطرازات 1925                 | وزن الذهب الصافي 29,0٬322 غ                                           | وزن الذهب الصافي 29,0٬322 غ                                           |                |
| 100 فرنك                         |                               |                                                                       |                                                                       |                |

| \| عشرون فرنكا، نوع هلفيتيا \| | \| عشرون فرنكا، نوع هلفيتيا \|                                                   | \| عشرون فرنكا، نوع هلفيتيا \|           | \| عشرون فرنكا، نوع هلفيتيا \|           | \| عشرون فرنكا، نوع هلفيتيا \| |
| --- | -------------------------------------------------------------------------------- | ---------------------------------------- | ---------------------------------------- | ------------------------------ |
| قطعة من فئة عشرين فرنكا لعام 1883 |                                                                                  |                                          |                                          |                                |
| الوجه : تمثال نصفي استعاري للحرية (Libertas)، مع نقش « CONFOEDERATIO HELVETICA » | الوجه : تمثال نصفي استعاري للحرية (Libertas)، مع نقش « CONFOEDERATIO HELVETICA » | العكس : درع سويسري محاطة بإكليل من أوراق | العكس : درع سويسري محاطة بإكليل من أوراق |                                |
| الكتلة 6,452 غ | المعدن (90 % ذهب – 10 % نحاس)                                                    | القطر 21 مم                              | السُمك 1,25 مم                            |                                |
| المصمم(ون) ألبرت والش، كريستيان بوهلر وكارل شوينزر | المصمم(ون) ألبرت والش، كريستيان بوهلر وكارل شوينزر                               | الحواف 22 نجمة                           | الحواف 22 نجمة                           |                                |
| الطرازات 1883 – 1896 | الطرازات 1883 – 1896                                                             | وزن الذهب الصافي 5,8٬068 غ               | وزن الذهب الصافي 5,8٬068 غ               |                                |
| |                                                                                  |                                          |                                          |                                |
| ملاحظات – تم سك 25 قطعة سنة 1893 و19 في 1895 من الذهب المستجلب من منجم غوندو. وتلقب دار السك السويسرية القطعة بـ « tête de Libertas » أو « رأس ليبرتاس »، ولكن الاسم الحالي هو في الواقع "HELVETIA النوع"، على الرغم من أن تجسيد وتمثيل الحرية |                                                                                  |                                          |                                          |                                |
| عشرون فرنكا، نوع هلفيتيا |                                                                                  |                                          |                                          |                                |

| \| عشرون فرنكا، نوع فرينيلي \|    | \| عشرون فرنكا، نوع فرينيلي \| | \| عشرون فرنكا، نوع فرينيلي \|                                                                                      | \| عشرون فرنكا، نوع فرينيلي \|                                                                                      | \| عشرون فرنكا، نوع فرينيلي \| |
| --------------------------------- | ------------------------------ | --- | --- | ------------------------------ |
| قطعة من فئة عشرين فرنكا لعام 1897 |                                | | |                                |
| الوجه : Vreneli                   | الوجه : Vreneli                | العكس : الشعار السويسري محاط بغصن بلوط وكتبت القيمة على اليسار واختصار كلمة فرنك عل اليمين وفي الأسفل تاريخ الإصدار | العكس : الشعار السويسري محاط بغصن بلوط وكتبت القيمة على اليسار واختصار كلمة فرنك عل اليمين وفي الأسفل تاريخ الإصدار |                                |
| الكتلة 6,452 غ                    | المعدن (90 % ذهب – 10 % نحاس)  | القطر 21 مم | السُمك 1,25 مم |                                |
| المصمم(ون) فريتز لاندري           | المصمم(ون) فريتز لاندري        | الحواف 22 نجمة | الحواف 22 نجمة |                                |
| الطرازات 1897 – 1949              | الطرازات 1897 – 1949           | وزن الذهب الصافي 5,8٬068 غ                                                                                          | وزن الذهب الصافي 5,8٬068 غ                                                                                          |                                |
| عشرون فرنكا، نوع فرينيلي          |                                | | |                                |

| \| عشرة فرنكات \|                 | \| عشرة فرنكات \|             | \| عشرة فرنكات \|                                                     | \| عشرة فرنكات \|                                                     | \| عشرة فرنكات \| |
| --------------------------------- | ----------------------------- | --------------------------------------------------------------------- | --------------------------------------------------------------------- | ----------------- |
| قطعة من فئة عشرة فرنكات لعام 1911 |                               |                                                                       |                                                                       |                   |
| الوجه : Vreneli                   | الوجه : Vreneli               | العكس : صليب سويسري مشع فوق فرع وردية رودودندرون وكوشاد               | العكس : صليب سويسري مشع فوق فرع وردية رودودندرون وكوشاد               |                   |
| الكتلة 3,226 غ                    | المعدن (90 % ذهب – 10 % نحاس) | القطر 19 مم                                                           | السُمك 0,9 مم                                                          |                   |
| المصمم(ون) فريتز لاندري           | المصمم(ون) فريتز لاندري       | الحواف « DOMINUS PROVIDEBIT » (يبارك فيها الرب باللاتينية) مع 13 نجمة | الحواف « DOMINUS PROVIDEBIT » (يبارك فيها الرب باللاتينية) مع 13 نجمة |                   |
| الطرازات 1911 – 1922              | الطرازات 1911 – 1922          | وزن الذهب الصافي 2,9٬034 غ                                            | وزن الذهب الصافي 2,9٬034 غ                                            |                   |
| عشرة فرنكات                       |                               |                                                                       |                                                                       |                   |

### القطع الفضية
| \| خمسة فرنكات، نوع هلفيتيا جالسة \|                                     | \| خمسة فرنكات، نوع هلفيتيا جالسة \|                                     | \| خمسة فرنكات، نوع هلفيتيا جالسة \|                                                                  | \| خمسة فرنكات، نوع هلفيتيا جالسة \|                                                                  | \| خمسة فرنكات، نوع هلفيتيا جالسة \| |
| ------------------------------------------------------------------------ | ------------------------------------------------------------------------ | --- | --- | ------------------------------------ |
| قطعة من فئة خمسة فرنكات لعام 1874، نوع هلفيتيا جالسة                     |                                                                          | | |                                      |
| الوجه : تجسيد لهلفيتيا وهي جالسة مادة ذراعها، مع كلمة "HELVETIA" أعلاها. | الوجه : تجسيد لهلفيتيا وهي جالسة مادة ذراعها، مع كلمة "HELVETIA" أعلاها. | العكس : القيمة وتاريخ الإصدار في وسط إكليل زهور السنديان على اليسار ومختلف زهور جبال الألب على اليمين | العكس : القيمة وتاريخ الإصدار في وسط إكليل زهور السنديان على اليسار ومختلف زهور جبال الألب على اليمين |                                      |
| الكتلة 25 غ                                                              | المعدن (90 % فضة – 10 % نحاس)                                            | القطر 37 مم                                                                                           | السُمك 2,35 مم                                                                                         |                                      |
| المصمم(ون) وولش، أنطوان بوفي                                             | المصمم(ون) وولش، أنطوان بوفي                                             | الحواف مخددة                                                                                          | الحواف مخددة                                                                                          |                                      |
| الطرازات 1850 – 1874                                                     | الطرازات 1850 – 1874                                                     | تاريخ السحب من التداول 1 فبراير 1934                                                                  | تاريخ السحب من التداول 1 فبراير 1934                                                                  |                                      |
| خمسة فرنكات، نوع هلفيتيا جالسة                                           |                                                                          | | |                                      |

| \| خمسة فرنكات، نوع رأس امرأة \|                                                 | \| خمسة فرنكات، نوع رأس امرأة \|                                                 | \| خمسة فرنكات، نوع رأس امرأة \|                                       | \| خمسة فرنكات، نوع رأس امرأة \|                                       | \| خمسة فرنكات، نوع رأس امرأة \| |
| -------------------------------------------------------------------------------- | -------------------------------------------------------------------------------- | ---------------------------------------------------------------------- | ---------------------------------------------------------------------- | -------------------------------- |
| قطعة من فئة خمسة فرنكات لعام 1889، نوع رأس امرأة                                 |                                                                                  |                                                                        |                                                                        |                                  |
| الوجه : تمثال نصفي استعاري للحرية (Libertas)، مع نقش « CONFOEDERATIO HELVETICA » | الوجه : تمثال نصفي استعاري للحرية (Libertas)، مع نقش « CONFOEDERATIO HELVETICA » | العكس : درع سويسري محاطة بإكليل من أوراق.                              | العكس : درع سويسري محاطة بإكليل من أوراق.                              |                                  |
| الكتلة 25 غ                                                                      | المعدن (90 % فضة – 10 % نحاس)                                                    | القطر 37 مم                                                            | السُمك 2,35 مم                                                          |                                  |
| المصمم(ون) كارل شوينزر                                                           | المصمم(ون) كارل شوينزر                                                           | الحواف « DOMINUS PROVIDEBIT » (يبارك فيها الرب باللاتينية) مع 13 نجمة. | الحواف « DOMINUS PROVIDEBIT » (يبارك فيها الرب باللاتينية) مع 13 نجمة. |                                  |
| الطرازات 1888 – 1916                                                             | الطرازات 1888 – 1916                                                             | تاريخ السحب من التداول 1 فبراير 1934                                   | تاريخ السحب من التداول 1 فبراير 1934                                   |                                  |
| خمسة فرنكات، نوع رأس امرأة                                                       |                                                                                  |                                                                        |                                                                        |                                  |

| \| 5 francs argent, type Burkhard \|                                                  | \| 5 francs argent, type Burkhard \|                                                  | \| 5 francs argent, type Burkhard \|                                                                                 | \| 5 francs argent, type Burkhard \|                                                                                 | \| 5 francs argent, type Burkhard \| |
| ------------------------------------------------------------------------------------- | ------------------------------------------------------------------------------------- | --- | --- | ------------------------------------ |
| Pièce de cinq francs de 1923, type Burkhard                                           |                                                                                       | | |                                      |
| الوجه : berger, avec l'inscription « CONFOEDERATIO HELVETICA », سويسرا en لغة لاتينية | الوجه : berger, avec l'inscription « CONFOEDERATIO HELVETICA », سويسرا en لغة لاتينية | العكس : valeur au-dessus d'un bouclier suisse avec des إديلويس et diverses fleurs des Alpes, et millésime en dessous | العكس : valeur au-dessus d'un bouclier suisse avec des إديلويس et diverses fleurs des Alpes, et millésime en dessous |                                      |
| الكتلة 25 g                                                                           | المعدن Ag 900 (فضة 90 % – نحاس 10 %)                                                  | القطر 37 mm | السُمك 2,35 mm |                                      |
| المصمم(ون) Paul Burkhard                                                              | المصمم(ون) Paul Burkhard                                                              | الحواف « DOMINUS PROVIDEBIT » (Dieu y pourvoira en latin) avec 13 étoiles en relief.                                 | الحواف « DOMINUS PROVIDEBIT » (Dieu y pourvoira en latin) avec 13 étoiles en relief.                                 |                                      |
| الطرازات 1922 – 1928                                                                  | الطرازات 1922 – 1928                                                                  | Date de la mise hors cours 1                                                                                         | Date de la mise hors cours 1                                                                                         |                                      |
| 5 francs argent, type Burkhard                                                        |                                                                                       | | |                                      |

| \| 5 francs argent, type Burkhard (taille réduite) \|                                 | \| 5 francs argent, type Burkhard (taille réduite) \|                                 | \| 5 francs argent, type Burkhard (taille réduite) \|                                                                | \| 5 francs argent, type Burkhard (taille réduite) \|                                                                | \| 5 francs argent, type Burkhard (taille réduite) \| |
| ------------------------------------------------------------------------------------- | ------------------------------------------------------------------------------------- | --- | --- | ----------------------------------------------------- |
| Pièce de cinq francs de 1939, type Burkhard taille réduite                            |                                                                                       | | |                                                       |
| الوجه : berger, avec l'inscription « CONFOEDERATIO HELVETICA », سويسرا en لغة لاتينية | الوجه : berger, avec l'inscription « CONFOEDERATIO HELVETICA », سويسرا en لغة لاتينية | العكس : valeur au-dessus d'un bouclier suisse avec des إديلويس et diverses fleurs des Alpes, et millésime en dessous | العكس : valeur au-dessus d'un bouclier suisse avec des إديلويس et diverses fleurs des Alpes, et millésime en dessous |                                                       |
| الكتلة 15 g                                                                           | المعدن Ag 835 (فضة 83,5 % – نحاس 16,5 %)                                              | القطر 31,45 mm | السُمك 2,35 mm |                                                       |
| المصمم(ون) Paul Burkhard                                                              | المصمم(ون) Paul Burkhard                                                              | الحواف « DOMINUS PROVIDEBIT » (Dieu y pourvoira en latin) avec 13 étoiles en relief.                                 | الحواف « DOMINUS PROVIDEBIT » (Dieu y pourvoira en latin) avec 13 étoiles en relief.                                 |                                                       |
| الطرازات 1931 – 1967 et 1969                                                          | الطرازات 1931 – 1967 et 1969                                                          | Date de la mise hors cours 1                                                                                         | Date de la mise hors cours 1                                                                                         |                                                       |
| 5 francs argent, type Burkhard (taille réduite)                                       |                                                                                       | | |                                                       |

| \| 2 francs argent, type Helvetia assise \|                                      | \| 2 francs argent, type Helvetia assise \|                                      | \| 2 francs argent, type Helvetia assise \|                                                                           | \| 2 francs argent, type Helvetia assise \|                                                                           | \| 2 francs argent, type Helvetia assise \| |
| -------------------------------------------------------------------------------- | -------------------------------------------------------------------------------- | --- | --- | ------------------------------------------- |
| Pièce de deux francs de 1860, type Helvetia assise                               |                                                                                  | | |                                             |
| الوجه : personnification d'هيلفيتيا assise tendant un bras, légende « HELVETIA » | الوجه : personnification d'هيلفيتيا assise tendant un bras, légende « HELVETIA » | العكس : valeur et millésime dans couronne de fleur de مونترو sur la gauche et diverses fleurs des Alpes sur la droite | العكس : valeur et millésime dans couronne de fleur de مونترو sur la gauche et diverses fleurs des Alpes sur la droite |                                             |
| الكتلة 10 g                                                                      | المعدن فضة 90 % – نحاس 10 % (1850 – 1857) فضة 80 % – نحاس 20 % (1860 et 1863)    | القطر 27,4 mm | السُمك 2,15 mm |                                             |
| المصمم(ون) A. Walch, Antoine Bovy                                                | المصمم(ون) A. Walch, Antoine Bovy                                                | الحواف cannelée | الحواف cannelée |                                             |
| الطرازات 1850 – 1863                                                             | الطرازات 1850 – 1863                                                             | Dates des mises hors cours 1850 – 1857 : 1 1860 – 1863 : 1                                                            | Dates des mises hors cours 1850 – 1857 : 1 1860 – 1863 : 1                                                            |                                             |
| 2 francs argent, type Helvetia assise                                            |                                                                                  | | |                                             |

| \| 2 francs argent, type Helvetia debout \|                                                                 | \| 2 francs argent, type Helvetia debout \|                                                                 | \| 2 francs argent, type Helvetia debout \|                                                                           | \| 2 francs argent, type Helvetia debout \|                                                                           | \| 2 francs argent, type Helvetia debout \| |
| --- | --- | --- | --- | ------------------------------------------- |
| Pièce de deux francs de 1955 en argent                                                                      | | | |                                             |
| الوجه : personnification d'هيلفيتيا debout tenant une lance et un bouclier, légende « HELVETIA » en dessous | الوجه : personnification d'هيلفيتيا debout tenant une lance et un bouclier, légende « HELVETIA » en dessous | العكس : valeur et millésime dans couronne de fleur de مونترو sur la gauche et diverses fleurs des Alpes sur la droite | العكس : valeur et millésime dans couronne de fleur de مونترو sur la gauche et diverses fleurs des Alpes sur la droite |                                             |
| الكتلة 10 g                                                                                                 | المعدن Ag 835 (فضة 83,5 % – نحاس 16,5 %)                                                                    | القطر 27,4 mm | السُمك 2,15 mm |                                             |
| المصمم(ون) A. Walch, Antoine Bovy                                                                           | المصمم(ون) A. Walch, Antoine Bovy                                                                           | الحواف cannelée | الحواف cannelée |                                             |
| الطرازات 1874 – 1967                                                                                        | الطرازات 1874 – 1967                                                                                        | Date de la mise hors cours 1                                                                                          | Date de la mise hors cours 1                                                                                          |                                             |
| 2 francs argent, type Helvetia debout                                                                       | | | |                                             |

| \| 1 franc argent, type Helvetia assise \|                                       | \| 1 franc argent, type Helvetia assise \|                                       | \| 1 franc argent, type Helvetia assise \|                                                                            | \| 1 franc argent, type Helvetia assise \|                                                                            | \| 1 franc argent, type Helvetia assise \| |
| -------------------------------------------------------------------------------- | -------------------------------------------------------------------------------- | --- | --- | ------------------------------------------ |
| Pièce d'un franc de 1861, type Helvetia assise                                   |                                                                                  | | |                                            |
| الوجه : personnification d'هيلفيتيا assise tendant un bras, légende « HELVETIA » | الوجه : personnification d'هيلفيتيا assise tendant un bras, légende « HELVETIA » | العكس : valeur et millésime dans couronne de fleur de مونترو sur la gauche et diverses fleurs des Alpes sur la droite | العكس : valeur et millésime dans couronne de fleur de مونترو sur la gauche et diverses fleurs des Alpes sur la droite |                                            |
| الكتلة 5 g                                                                       | المعدن فضة 90 % – نحاس 10 % (1850 – 1857) فضة 80 % – نحاس 20 % (1860 et 1861)    | القطر 23,2 mm | السُمك 1,55 mm |                                            |
| المصمم(ون) A. Walch, Antoine Bovy                                                | المصمم(ون) A. Walch, Antoine Bovy                                                | الحواف cannelée | الحواف cannelée |                                            |
| الطرازات 1850 – 1861                                                             | الطرازات 1850 – 1861                                                             | Dates des mises hors cours 1850 – 1857 : 1 1860 – 1861 : 1                                                            | Dates des mises hors cours 1850 – 1857 : 1 1860 – 1861 : 1                                                            |                                            |
| 1 franc argent, type Helvetia assise                                             |                                                                                  | | |                                            |

| \| 1 franc argent, type Helvetia debout \|                                                                  | \| 1 franc argent, type Helvetia debout \|                                                                  | \| 1 franc argent, type Helvetia debout \|                                                                            | \| 1 franc argent, type Helvetia debout \|                                                                            | \| 1 franc argent, type Helvetia debout \| |
| --- | --- | --- | --- | ------------------------------------------ |
| Pièce d'un franc de 1967 en argent                                                                          | | | |                                            |
| الوجه : personnification d'هيلفيتيا debout tenant une lance et un bouclier, légende « HELVETIA » en dessous | الوجه : personnification d'هيلفيتيا debout tenant une lance et un bouclier, légende « HELVETIA » en dessous | العكس : valeur et millésime dans couronne de fleur de مونترو sur la gauche et diverses fleurs des Alpes sur la droite | العكس : valeur et millésime dans couronne de fleur de مونترو sur la gauche et diverses fleurs des Alpes sur la droite |                                            |
| الكتلة 5 g                                                                                                  | المعدن Ag 835 (فضة 83,5 % – نحاس 16,5 %)                                                                    | القطر 23,2 mm | السُمك 1,55 mm |                                            |
| المصمم(ون) A. Walch, Antoine Bovy                                                                           | المصمم(ون) A. Walch, Antoine Bovy                                                                           | الحواف cannelée | الحواف cannelée |                                            |
| الطرازات 1875 – 1967                                                                                        | الطرازات 1875 – 1967                                                                                        | Date de la mise hors cours 1                                                                                          | Date de la mise hors cours 1                                                                                          |                                            |
| 1 franc argent, type Helvetia debout                                                                        | | | |                                            |

| \| ½ franc argent, type Helvetia assise \|                                       | \| ½ franc argent, type Helvetia assise \|                                       | \| ½ franc argent, type Helvetia assise \|                                                                            | \| ½ franc argent, type Helvetia assise \|                                                                            | \| ½ franc argent, type Helvetia assise \| |
| -------------------------------------------------------------------------------- | -------------------------------------------------------------------------------- | --- | --- | ------------------------------------------ |
| ½ franc argent 1850, type Helvetia assise                                        |                                                                                  | | |                                            |
| الوجه : personnification d'هيلفيتيا assise tendant un bras, légende « HELVETIA » | الوجه : personnification d'هيلفيتيا assise tendant un bras, légende « HELVETIA » | العكس : valeur et millésime dans couronne de fleur de مونترو sur la gauche et diverses fleurs des Alpes sur la droite | العكس : valeur et millésime dans couronne de fleur de مونترو sur la gauche et diverses fleurs des Alpes sur la droite |                                            |
| الكتلة 2,5 g                                                                     | المعدن فضة 90 % – نحاس 10 %                                                      | القطر 18,2 mm | السُمك 1,25 mm |                                            |
| المصمم(ون) A. Walch, Antoine Bovy                                                | المصمم(ون) A. Walch, Antoine Bovy                                                | الحواف cannelée | الحواف cannelée |                                            |
| الطرازات 1850 et 1851                                                            | الطرازات 1850 et 1851                                                            | Date de la mise hors cours 1                                                                                          | Date de la mise hors cours 1                                                                                          |                                            |
| ½ franc argent, type Helvetia assise                                             |                                                                                  | | |                                            |

| \| ½ franc argent, type Helvetia debout \|                                                                  | \| ½ franc argent, type Helvetia debout \|                                                                  | \| ½ franc argent, type Helvetia debout \|                                                                            | \| ½ franc argent, type Helvetia debout \|                                                                            | \| ½ franc argent, type Helvetia debout \| |
| --- | --- | --- | --- | ------------------------------------------ |
| Pièce de ½ franc de 1959 en argent                                                                          | | | |                                            |
| الوجه : personnification d'هيلفيتيا debout tenant une lance et un bouclier, légende « HELVETIA » en dessous | الوجه : personnification d'هيلفيتيا debout tenant une lance et un bouclier, légende « HELVETIA » en dessous | العكس : valeur et millésime dans couronne de fleur de مونترو sur la gauche et diverses fleurs des Alpes sur la droite | العكس : valeur et millésime dans couronne de fleur de مونترو sur la gauche et diverses fleurs des Alpes sur la droite |                                            |
| الكتلة 2,5 g                                                                                                | المعدن Ag 835 (فضة 83,5 % – نحاس 16,5 %)                                                                    | القطر 18,2 mm | السُمك 1,25 mm |                                            |
| المصمم(ون) A. Walch, Antoine Bovy                                                                           | المصمم(ون) A. Walch, Antoine Bovy                                                                           | الحواف cannelée | الحواف cannelée |                                            |
| الطرازات 1875 – 1967                                                                                        | الطرازات 1875 – 1967                                                                                        | Date de la mise hors cours 1                                                                                          | Date de la mise hors cours 1                                                                                          |                                            |
| ½ franc argent, type Helvetia debout                                                                        | | | |                                            |

## معرض صور

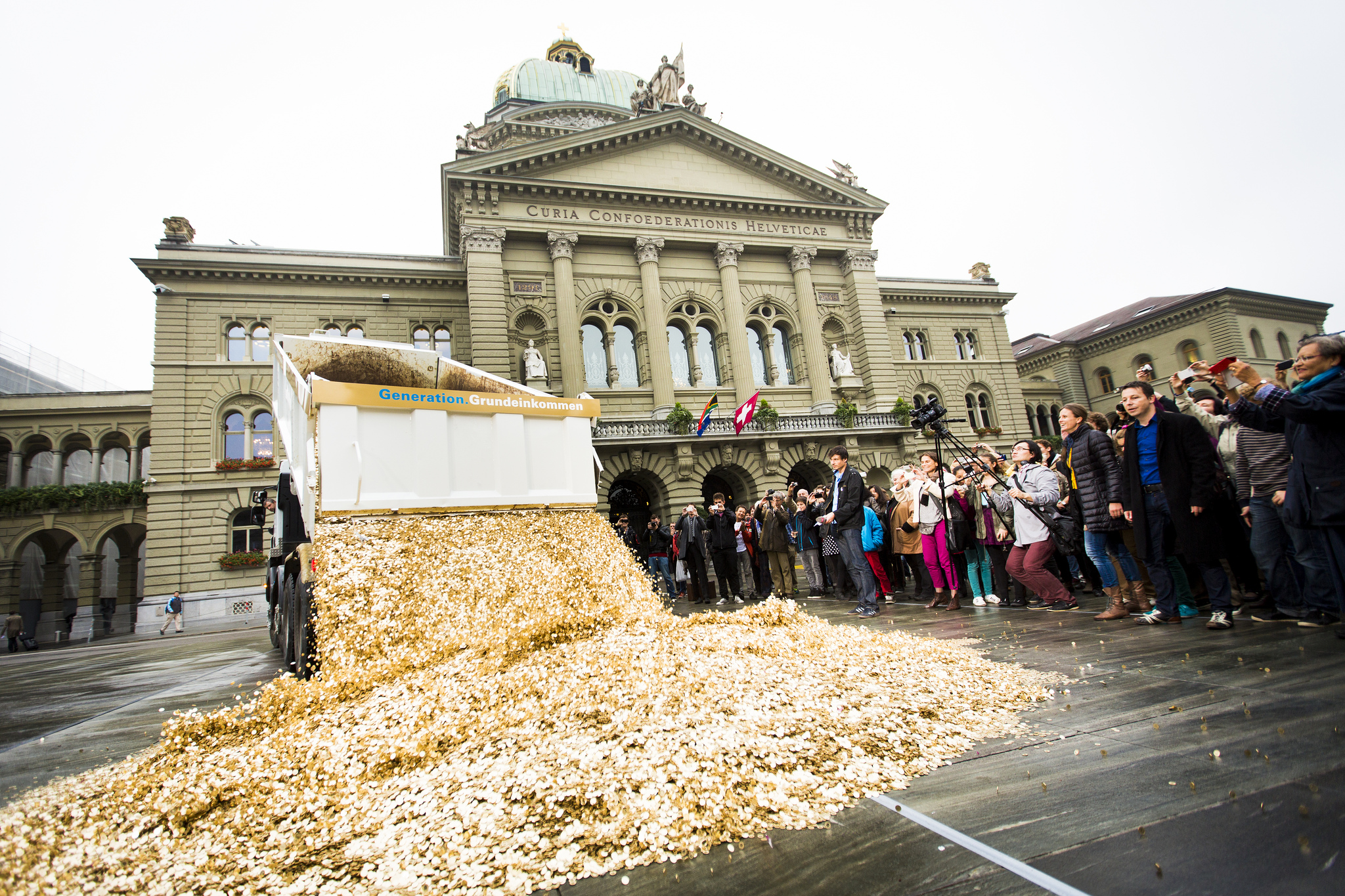
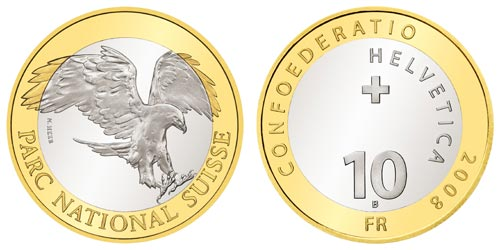
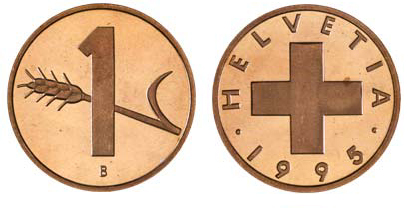

## وصلات خارجية
- Banknotes and coins (Swiss National Bank) نسخة محفوظة 8 نوفمبر 2015 على موقع واي باك مشين.
- Swiss coins (www.zumbo.ch)

## الملاحظات
1. ↑  Jusqu'en 1980, la pièce de cinq centimes avait la même composition métallique et le même aspect que les autres pièces suisses.